# Jármy Tibor
Jármy Tibor (Sátoraljaújhely, 1971. augusztus 12.) jogász, Európa-jogász, rendészeti és kommunikációs tanácsadó.

## Képzettségek és végzettségek
2014 Haladó Mediátor képzés
2008-2009 Igazságügyi és Rendészeti Minisztérium (Angol nyelvtanfolyam, Nemzetközi Oktatási Központ, Budapest)

2008 Rendészeti és Bűnmegelőzési Intézet (mester-vezető képzés, Budapest)

2006-2007 Common Purpose (Európai egyéves vezetői tréning, Mátrix program)

2006 Rendészeti és Bűnmegelőzési Intézet (rendészeti szakvizsga, Budapest)

2002-2005 Pécsi Tudományegyetem (Európa jogi szakjogász, Pécs), Állam- és jogtudományi Kar

1997-2001 Janus Pannonius Tudományegyetem (jogász, Pécs), Állam- és jogtudományi Kar

1993-1996 Rendőrtiszti Főiskola (bűnügyi tiszt, Budapest), Bűnügyi szak, kommunikáció és PR speciálkollégium

## Életpálya
Érettségit követően Zemplén Levéltárában dolgozott, majd a Rendőrtiszti Főiskola elvégzése után Budapesti Rendőr-főkapitányság (BRFK) kiemelt fővizsgálójaként gépjárművekkel kapcsolatos bűncselekmények vizsgálatával foglalkozott. A BRFK vezetőjének felkérésére társadalmi kapcsolatok és kommunikáció területén segítette munkáját. Munka mellett végezte el a Pécsi Tudományegyetem Állam- és jogtudományi Karának jogász szakát, majd ugyanitt Európa-jogi szakjogászként szerzett oklevelet. Disszertációit a bűnmegelőzésből írta. A Belügyminisztériumban (BM) és a fővárosi rendőrségen különböző kommunikációs, jogi beosztásokban dolgozott. Szerkesztőként a BM Miniszteri Kabinet munkatársaként a Belügyi Szemlében dolgozott. 2006 őszén felkérésre elvállata a BRFK sajtófőnöki posztját, majd újra a bűnmegelőzést vezette. 2008-ban egy, a Népszabadságban megjelent cikke (Nem akarok tengerészgyalogos lenni, 2008. május 15.) – amelyben a politika rendőrségre tett befolyása ellen szólt – heves vitát váltott ki, így elhagyta a testületet. Számos magyar és nemzetközi cégnek nyújtott jogi, rendészeti és kommunikációs segítséget. Jelenleg e három területet ötvözve önálló tanácsadóként illetve a médiában rendészeti szakértőként dolgozik. Saját ötletű élménytréningjén egyszerre nyújt "élményt, fejlődést, játékot" a kiválasztottaknak.
Korábban az ELTE Állam- és jogtudományi Karán a Rendészeti stratégiák, rendőrségi koncepciók című kurzus előadója, ma több helyszínen jogi, társadalmi, kommunikációs és rendészeti tárgyakat tanít, képzéseket tart.
Közéleti tevékenysége során korábban önálló bűnmegelőzési modellt működtetett szülővárosában, kutatásokban vesz részt, több kötete mellett számos publikációt jegyez. Fővárosi és más önkormányzatoknak, állami és más főhatóságoknak, valamint a civil szféra szereplőinek is dolgozik.

## Kutatási területek
- rendészet és rendőrség általában (fiatalkori bűnözés, média és erőszak, bűnmegelőzés)
- mediáció és konfliktuskezelés
- asszertív kommunikáció fejlesztése
- vezetői hatékonyságfejlesztés és coaching

## Fontosabb kutatások
- Precrimen – a kriminálprevenció lehetőségei a XXI. században (2006-2007)
- Antiszociális magatartáskutatás fiatalkorúak javító- nevelőintézeteiben (2006-2007)
- Közvélemény-kutatás a bűnmegelőzésről az interneten (2004-2005)
- Félelem a bűnözéstől – Közbiztonsági kérdőív Sátoraljaújhelyen (2004-2005), 2010-ben Budapesten, Kőbányán

## Fontosabb publikációi
- Termékprobléma (Hvg, 2010. július 3.) Archiválva 2016. január 13-i dátummal a Wayback Machine-ben
- A magyar Potemkin-rendőrség (Népszabadság, 2010. június 10.)
- Nem akarok tengerészgyalogos lenni (Népszabadság, 2008. május 15.)[halott link]
- Szájkosár vagy szabadszáj (Népszabadság, 2007. június 16.)[halott link]
- Szolgáltatott igazság, avagy a rendőrség kiszolgáltatottsága (Élet és irodalom, 2006. október 27.)[halott link]
- Belügyi/Rendészeti Szemle különböző évfolyamai és számai

## Kötetek
- A magánbiztonság főszereplője... (Szerk. dr. Bökönyi Istvánnal közös, 2009)
- Rendészet Európában (Danielisz Bélával közös, 2008, www.rendeszeteuropaban.hu[halott link])
- A magyar bűnmegelőzés gyakorlatából (Szerk., 2005)
- Közösség, bűnözés, megelőzés (Önálló kötet, 2003)[1]